# Parafia Kościoła Katolickiego Mariawitów w Michałowie
Parafia Matki Boskiej Nieustającej Pomocy w Michałowie – parafia kustodii warszawskiej Kościoła Katolickiego Mariawitów w RP.
Siedziba parafii znajduje się w Michałowie, w gminie Naruszewo, powiecie płońskim, województwie mazowieckim.
Parafia powstała w 1935, wskutek rozłamu w mariawityzmie. Dotychczasową siedzibę mariawickiej parafii, kościół pod wezwaniem Świętych Apostołów Piotra i Pawła w Radzyminku, przejęli mariawici płoccy. Zwolennicy mariawityzmu reformowanego musieli więc zorganizować nową siedzibę – urządzili kaplicę domową w pobliskim Michałowie, wsi założonej przez mariawitów na początku XX w.
Parafia, choć niewielka pod względem liczby wiernych, obejmuje swoim zasięgiem terytorialnym trzy powiaty województwa mazowieckiego: nowodworski, płoński i pułtuski.
Parafia w Michałowie współużytkuje cmentarz w Radzyminku. Na terenie parafii znajduje się jeszcze jeden cmentarz mariawicki – we wsi Górka Powielińska (gmina Winnica, powiat pułtuski).
Od śmierci ostatniej proboszcz parafii, siostry kapłanki Janiny Marii Natanaeli Macielewskiej (1997), wszystkie nabożeństwa parafialne celebrowała miejscowa kapłanka ludowa (zm. 2016). W kaplicy w Michałowie odprawiane są niedzielne msze, nabożeństwa okresowe oraz adoracja ubłagania (20. dnia każdego miesiąca).